# Temnora hollandi
Temnora hollandi är en fjärilsart som beskrevs av Clark 1920. Temnora hollandi ingår i släktet Temnora och familjen svärmare. Inga underarter finns listade i Catalogue of Life.